# Fondón (kommunhuvudort)
Fondón är en kommunhuvudort i Spanien.   Den ligger i provinsen Provincia de Almería och regionen Andalusien, i den södra delen av landet, 400 km söder om huvudstaden Madrid. Fondón ligger 851 meter över havet och antalet invånare är 947.
Terrängen runt Fondón är kuperad åt sydväst, men åt nordost är den bergig. Fondón ligger nere i en dal som går i öst-västlig riktning. Runt Fondón är det glesbefolkat, med 10 invånare per kvadratkilometer. Närmaste större samhälle är Berja, 16,8 km sydväst om Fondón. I omgivningarna runt Fondón växer i huvudsak buskskog.